# Elżbieta Kosińska
Elżbieta Kosińska – polska strzelczyni, medalistka mistrzostw Europy juniorów.
Zawodniczka Śląska Wrocław. Była podopieczną trenera Andrzeja Kijowskiego (szkoleniowca m.in. Renaty Mauer-Różańskiej).
Największym międzynarodowym osiągnięciem Elżbiety Kosińskiej było zdobycie brązowego medalu na mistrzostwach Europy juniorów w Vingsted w 1984 roku. Stanęła na podium w karabinie standardowym w trzech pozycjach z 50 metrów, zdobywając 576 punktów. Została wyprzedzona m.in. przez Bułgarkę Wesełę Leczewą, wicemistrzynię olimpijską z 1992 roku. Kosińska zwyciężała także w międzynarodowych zawodach w Helsinkach.